# Frittata con gli zoccoli
La frittata con gli zoccoli è un piatto originario della Toscana, in Italia.

## Etimologia
Il termine "zoccoli" contenuto nel nome della ricetta è dovuto, secondo un’interpretazione, ai pezzi di pancetta, uno dei principali ingredienti della frittata, che, quando vengono cotti e rosolati in padella, assumono la forma di piccoli zoccoli. Altri sostengono che il termine derivi dalla consistenza della pancetta cotta, che si presenta tenace e riconoscibile quando viene masticata. Secondo una terza ipotesi, il lemma deriverebbe dalle origini povere della pietanza, giacché "zoccolo" indica, a Firenze, una persona poco raffinata.

## Storia
È una ricetta di origini povere, preparata dai braccianti agricoli, che si servivano dei prodotti a loro disposizione, fra cui uova, pancetta, salsiccia o altra carne avanzata e pane raffermo. In diversi libri pubblicati fra la seconda metà dell'Ottocento e la prima metà del Novecento, il piatto prende molti nomi diversi fra cui "frittata in zoccoli", "frittata con li zoccoli" e "frittata rognosa". In La scienza in cucina e l'arte di mangiar bene (1891) di Artusi, l'autore consiglia di preparare il piatto usando delle fette di prosciutto "sottili, grasse e magre" da "tagliare a pezzi larghi quanto una moneta di 10 centesimi". Oggi la frittata con gli zoccoli viene anche tagliata a cubetti e servita durante gli aperitivi.

## Preparazione
Far rosolare cipolle e patate in una padella. In un'altra padella far sciogliere il grasso della pancetta e unirvi le cipolle e le patate. Sbattere le uova, mischiarle al contenuto e friggere il tutto.